# Tour de Hungría 2019
La 40.ª edición del Tour de Hungría fue una carrera de ciclismo en ruta por etapas que se celebró entre el 11 y el 16 de junio de 2019 con inicio en la ciudad de Siófok y final en la ciudad de Székesfehérvár en Hungría. El recorrido constó de un total de 7 etapas sobre una distancia total de 890 km.
La carrera hizo parte del circuito UCI Europe Tour 2019 dentro de la categoría 2.1. El vencedor final fue el letón Krists Neilands del Israel Cycling Academy seguido de los húngaros Márton Dina del Kometa y Attila Valter del CCC Development.

## Equipos participantes
Tomaron la partida un total de 19 equipos, de los cuales 4 son de categoría Profesional Continental, 13 Continental y 2 selecciones nacionales, quienes conformaron un pelotón de 129 ciclistas de los cuales terminaron 107. Los equipos participantes fueron:
| Equipos continentales profesionales (4)- Androni Giocattoli-Sidermec - Cofidis, Solutions Crédits - Israel Cycling Academy - Neri Sottoli-Selle Italia-KTM Equipos continentales (13)- AC Sparta Praha - Adria Mobil - Bike Aid - Team BridgeLane - CCC Development Team - Differdange-GeBa - Dukla Banská Bystrica - Elkov-Author - EvoPro Racing - Kometa - Pannon - Coop - Team Novak Equipos nacionales (2)- Hungría - Serbia |
| |

## Etapas
| Etapa       | Fecha     | Recorrido                   | type                    | Distancia (km) | Ganador           | Líder           |
| ----------- | --------- | --------------------------- | ----------------------- | -------------- | ----------------- | --------------- |
| Prólogo     | 11 de jun | Siófok – Siófok             | contrarreloj individual | 4              | Jan Bárta         | Jan Bárta       |
| 1.ª etapa   | 12 de jun | Velence – Estrigonia        | etapa escarpada         | 194            | Manuel Belletti   | Manuel Belletti |
| 2.ª etapa   | 13 de jun | Balassagyarmat – Miskolc    | etapa de media montaña  | 201            | Krists Neilands   | Krists Neilands |
| 3.ª etapa A | 14 de jun | Kazincbarcika – Tiszafüred  | etapa escarpada         | 115            | Krisztián Lovassy | Krists Neilands |
| 3.ª etapa B | 14 de jun | Tiszafüred – Hajdúszoboszló | etapa llana             | 69             | Alois Kaňkovský   | Krists Neilands |
| 4.ª etapa   | 15 de jun | Karcag – Gyöngyös           | etapa de media montaña  | 138            | Krists Neilands   | Krists Neilands |
| 5.ª etapa   | 16 de jun | Kecskemét – Székesfehérvár  | etapa llana             | 169            | Wouter Wippert    | Krists Neilands |

## Desarrollo de la carrera

### Prólogo
| Siófok - Siófok | contrarreloj individual | (4 km) |

| \| Clasificación de la etapa \| Clasificación de la etapa \| Clasificación de la etapa \| Clasificación de la etapa \| Clasificación de la etapa \| \| Ciclista \| Ciclista \| Equipo \| Tiempo \| \| \| ------------------------- \| ------------------------- \| ------------------------- \| ------------------------- \| ------------------------- \| \| 1.º \| Jan Bárta \| Elkov-Author \| 4 min 17 s \| \| \| 2.º \| Krists Neilands \| Israel Cycling Academy \| + 0 s \| \| \| 3.º \| Piotr Brożyna \| CCC Development \| + 2 s \| \| \| 4.º \| August Jensen \| Israel Cycling Academy \| + 2 s \| \| \| 5.º \| Dušan Rajović \| Adria Mobil \| + 2 s \| \| \| 6.º \| Antonio Puppio \| Kometa \| + 3 s \| \| \| 7.º \| Alexander Cataford \| Israel Cycling Academy \| + 3 s \| \| \| 8.º \| Michał Paluta \| CCC Development \| + 3 s \| \| \| 9.º \| Louis Bendixen \| Team Coop \| + 4 s \| \| \| 10.º \| Stefano Oldani \| Kometa \| + 4 s \| \| |                    |                        |            |
| |                    |                        |            |
| Fuente: ProCyclingStats |                    |                        |            |
| Clasificación de la etapa |                    |                        |            |
| Ciclista | Ciclista           | Equipo                 | Tiempo     |
| 1.º | Jan Bárta          | Elkov-Author           | 4 min 17 s |
| 2.º | Krists Neilands    | Israel Cycling Academy | + 0 s      |
| 3.º | Piotr Brożyna      | CCC Development        | + 2 s      |
| 4.º | August Jensen      | Israel Cycling Academy | + 2 s      |
| 5.º | Dušan Rajović      | Adria Mobil            | + 2 s      |
| 6.º | Antonio Puppio     | Kometa                 | + 3 s      |
| 7.º | Alexander Cataford | Israel Cycling Academy | + 3 s      |
| 8.º | Michał Paluta      | CCC Development        | + 3 s      |
| 9.º | Louis Bendixen     | Team Coop              | + 4 s      |
| 10.º | Stefano Oldani     | Kometa                 | + 4 s      |

| \| Clasificación general \| Clasificación general \| Clasificación general \| Clasificación general \| Clasificación general \| \| Ciclista \| Ciclista \| Equipo \| Tiempo \| \| \| --------------------- \| --------------------- \| ---------------------- \| --------------------- \| --------------------- \| \| 1.º \| Jan Bárta \| Elkov-Author \| 4 min 17 s \| \| \| 2.º \| Krists Neilands \| Israel Cycling Academy \| + 0 s \| \| \| 3.º \| Piotr Brożyna \| CCC Development \| + 2 s \| \| \| 4.º \| August Jensen \| Israel Cycling Academy \| + 2 s \| \| \| 5.º \| Dušan Rajović \| Adria Mobil \| + 2 s \| \| \| 6.º \| Antonio Puppio \| Kometa \| + 3 s \| \| \| 7.º \| Alexander Cataford \| Israel Cycling Academy \| + 3 s \| \| \| 8.º \| Michał Paluta \| CCC Development \| + 3 s \| \| \| 9.º \| Louis Bendixen \| Team Coop \| + 4 s \| \| \| 10.º \| Stefano Oldani \| Kometa \| + 4 s \| \| |                    |                        |            |
| |                    |                        |            |
| Fuente: ProCyclingStats |                    |                        |            |
| Clasificación general |                    |                        |            |
| Ciclista | Ciclista           | Equipo                 | Tiempo     |
| 1.º | Jan Bárta          | Elkov-Author           | 4 min 17 s |
| 2.º | Krists Neilands    | Israel Cycling Academy | + 0 s      |
| 3.º | Piotr Brożyna      | CCC Development        | + 2 s      |
| 4.º | August Jensen      | Israel Cycling Academy | + 2 s      |
| 5.º | Dušan Rajović      | Adria Mobil            | + 2 s      |
| 6.º | Antonio Puppio     | Kometa                 | + 3 s      |
| 7.º | Alexander Cataford | Israel Cycling Academy | + 3 s      |
| 8.º | Michał Paluta      | CCC Development        | + 3 s      |
| 9.º | Louis Bendixen     | Team Coop              | + 4 s      |
| 10.º | Stefano Oldani     | Kometa                 | + 4 s      |

### 1.ª etapa
| Velence - Estrigonia | etapa escarpada | (194 km) |

| \| Clasificación de la etapa \| Clasificación de la etapa \| Clasificación de la etapa \| Clasificación de la etapa \| Clasificación de la etapa \| \| Ciclista \| Ciclista \| Equipo \| Tiempo \| \| \| ------------------------- \| ------------------------- \| ----------------------------- \| ------------------------- \| ------------------------- \| \| 1.º \| Manuel Belletti \| Androni Giocattoli-Sidermec \| 4 h 38 min 55 s \| \| \| 2.º \| Hugo Hofstetter \| Cofidis, Solutions Crédits \| + 0 s \| \| \| 3.º \| Dušan Rajović \| Adria Mobil \| + 0 s \| \| \| 4.º \| Louis Bendixen \| Team Coop \| + 0 s \| \| \| 5.º \| Umberto Marengo \| Neri Sottoli-Selle Italia-KTM \| + 0 s \| \| \| 6.º \| Attila Valter \| CCC Development \| + 0 s \| \| \| 7.º \| Stefano Oldani \| Kometa \| + 0 s \| \| \| 8.º \| Aaron Grosser \| Bike Aid \| + 0 s \| \| \| 9.º \| Giovanni Visconti \| Neri Sottoli-Selle Italia-KTM \| + 0 s \| \| \| 10.º \| Daniel Muñoz \| Androni Giocattoli-Sidermec \| + 0 s \| \| |                   |                               |                 |
| |                   |                               |                 |
| Fuente: ProCyclingStats |                   |                               |                 |
| Clasificación de la etapa |                   |                               |                 |
| Ciclista | Ciclista          | Equipo                        | Tiempo          |
| 1.º | Manuel Belletti   | Androni Giocattoli-Sidermec   | 4 h 38 min 55 s |
| 2.º | Hugo Hofstetter   | Cofidis, Solutions Crédits    | + 0 s           |
| 3.º | Dušan Rajović     | Adria Mobil                   | + 0 s           |
| 4.º | Louis Bendixen    | Team Coop                     | + 0 s           |
| 5.º | Umberto Marengo   | Neri Sottoli-Selle Italia-KTM | + 0 s           |
| 6.º | Attila Valter     | CCC Development               | + 0 s           |
| 7.º | Stefano Oldani    | Kometa                        | + 0 s           |
| 8.º | Aaron Grosser     | Bike Aid                      | + 0 s           |
| 9.º | Giovanni Visconti | Neri Sottoli-Selle Italia-KTM | + 0 s           |
| 10.º | Daniel Muñoz      | Androni Giocattoli-Sidermec   | + 0 s           |

| \| Clasificación general \| Clasificación general \| Clasificación general \| Clasificación general \| Clasificación general \| \| Ciclista \| Ciclista \| Equipo \| Tiempo \| \| \| --------------------- \| --------------------- \| --------------------------- \| --------------------- \| --------------------- \| \| 1.º \| Manuel Belletti \| Androni Giocattoli-Sidermec \| 4 h 43 min 07 s \| \| \| 2.º \| Krists Neilands \| Israel Cycling Academy \| + 3 s \| \| \| 3.º \| Dušan Rajović \| Adria Mobil \| + 3 s \| \| \| 4.º \| Jan Bárta \| Elkov-Author \| + 5 s \| \| \| 5.º \| Piotr Brożyna \| CCC Development \| + 7 s \| \| \| 6.º \| August Jensen \| Israel Cycling Academy \| + 7 s \| \| \| 7.º \| Alexander Cataford \| Israel Cycling Academy \| + 8 s \| \| \| 8.º \| Michał Paluta \| CCC Development \| + 8 s \| \| \| 9.º \| Louis Bendixen \| Team Coop \| + 9 s \| \| \| 10.º \| Stefano Oldani \| Kometa \| + 9 s \| \| |                    |                             |                 |
| |                    |                             |                 |
| Fuente: ProCyclingStats |                    |                             |                 |
| Clasificación general |                    |                             |                 |
| Ciclista | Ciclista           | Equipo                      | Tiempo          |
| 1.º | Manuel Belletti    | Androni Giocattoli-Sidermec | 4 h 43 min 07 s |
| 2.º | Krists Neilands    | Israel Cycling Academy      | + 3 s           |
| 3.º | Dušan Rajović      | Adria Mobil                 | + 3 s           |
| 4.º | Jan Bárta          | Elkov-Author                | + 5 s           |
| 5.º | Piotr Brożyna      | CCC Development             | + 7 s           |
| 6.º | August Jensen      | Israel Cycling Academy      | + 7 s           |
| 7.º | Alexander Cataford | Israel Cycling Academy      | + 8 s           |
| 8.º | Michał Paluta      | CCC Development             | + 8 s           |
| 9.º | Louis Bendixen     | Team Coop                   | + 9 s           |
| 10.º | Stefano Oldani     | Kometa                      | + 9 s           |

### 2.ª etapa
| Balassagyarmat - Miskolc | etapa de media montaña | (201 km) |

| \| Clasificación de la etapa \| Clasificación de la etapa \| Clasificación de la etapa \| Clasificación de la etapa \| Clasificación de la etapa \| \| Ciclista \| Ciclista \| Equipo \| Tiempo \| \| \| ------------------------- \| ------------------------- \| --------------------------- \| ------------------------- \| ------------------------- \| \| 1.º \| Krists Neilands \| Israel Cycling Academy \| 5 h 10 min 14 s \| \| \| 2.º \| Louis Bendixen \| Team Coop \| + 1 min 00 s \| \| \| 3.º \| Marco Frapporti \| Androni Giocattoli-Sidermec \| + 1 min 00 s \| \| \| 4.º \| Matej Zahálka \| Elkov-Author \| + 1 min 00 s \| \| \| 5.º \| Mathias Le Turnier \| Cofidis, Solutions Crédits \| + 1 min 00 s \| \| \| 6.º \| Márton Dina \| Kometa \| + 1 min 00 s \| \| \| 7.º \| Stefano Oldani \| Kometa \| + 1 min 00 s \| \| \| 8.º \| Luis Ángel Maté \| Cofidis, Solutions Crédits \| + 1 min 00 s \| \| \| 9.º \| Hayden McCormick \| Team BridgeLane \| + 1 min 00 s \| \| \| 10.º \| Attila Valter \| CCC Development \| + 1 min 00 s \| \| |                    |                             |                 |
| |                    |                             |                 |
| Fuente: ProCyclingStats |                    |                             |                 |
| Clasificación de la etapa |                    |                             |                 |
| Ciclista | Ciclista           | Equipo                      | Tiempo          |
| 1.º | Krists Neilands    | Israel Cycling Academy      | 5 h 10 min 14 s |
| 2.º | Louis Bendixen     | Team Coop                   | + 1 min 00 s    |
| 3.º | Marco Frapporti    | Androni Giocattoli-Sidermec | + 1 min 00 s    |
| 4.º | Matej Zahálka      | Elkov-Author                | + 1 min 00 s    |
| 5.º | Mathias Le Turnier | Cofidis, Solutions Crédits  | + 1 min 00 s    |
| 6.º | Márton Dina        | Kometa                      | + 1 min 00 s    |
| 7.º | Stefano Oldani     | Kometa                      | + 1 min 00 s    |
| 8.º | Luis Ángel Maté    | Cofidis, Solutions Crédits  | + 1 min 00 s    |
| 9.º | Hayden McCormick   | Team BridgeLane             | + 1 min 00 s    |
| 10.º | Attila Valter      | CCC Development             | + 1 min 00 s    |

| \| Clasificación general \| Clasificación general \| Clasificación general \| Clasificación general \| Clasificación general \| \| Ciclista \| Ciclista \| Equipo \| Tiempo \| \| \| --------------------- \| --------------------- \| --------------------------- \| --------------------- \| --------------------- \| \| 1.º \| Krists Neilands \| Israel Cycling Academy \| 9 h 53 min 14 s \| \| \| 2.º \| Manuel Belletti \| Androni Giocattoli-Sidermec \| + 1 min 07 s \| \| \| 3.º \| Louis Bendixen \| Team Coop \| + 1 min 10 s \| \| \| 4.º \| Jan Bárta \| Elkov-Author \| + 1 min 12 s \| \| \| 5.º \| Piotr Brożyna \| CCC Development \| + 1 min 14 s \| \| \| 6.º \| August Jensen \| Israel Cycling Academy \| + 1 min 14 s \| \| \| 7.º \| Michał Paluta \| CCC Development \| + 1 min 15 s \| \| \| 8.º \| Stefano Oldani \| Kometa \| + 1 min 16 s \| \| \| 9.º \| Márton Dina \| Kometa \| + 1 min 18 s \| \| \| 10.º \| Erik Fetter \| Pannon \| + 1 min 19 s \| \| |                 |                             |                 |
| |                 |                             |                 |
| Fuente: ProCyclingStats |                 |                             |                 |
| Clasificación general |                 |                             |                 |
| Ciclista | Ciclista        | Equipo                      | Tiempo          |
| 1.º | Krists Neilands | Israel Cycling Academy      | 9 h 53 min 14 s |
| 2.º | Manuel Belletti | Androni Giocattoli-Sidermec | + 1 min 07 s    |
| 3.º | Louis Bendixen  | Team Coop                   | + 1 min 10 s    |
| 4.º | Jan Bárta       | Elkov-Author                | + 1 min 12 s    |
| 5.º | Piotr Brożyna   | CCC Development             | + 1 min 14 s    |
| 6.º | August Jensen   | Israel Cycling Academy      | + 1 min 14 s    |
| 7.º | Michał Paluta   | CCC Development             | + 1 min 15 s    |
| 8.º | Stefano Oldani  | Kometa                      | + 1 min 16 s    |
| 9.º | Márton Dina     | Kometa                      | + 1 min 18 s    |
| 10.º | Erik Fetter     | Pannon                      | + 1 min 19 s    |

### 3.ª etapa A
| Kazincbarcika - Tiszafüred | etapa escarpada | (115 km) |

| \| Clasificación de la etapa \| Clasificación de la etapa \| Clasificación de la etapa \| Clasificación de la etapa \| Clasificación de la etapa \| \| Ciclista \| Ciclista \| Equipo \| Tiempo \| \| \| ------------------------- \| ------------------------- \| -------------------------- \| ------------------------- \| ------------------------- \| \| 1.º \| Krisztián Lovassy \| Hungría \| 2 h 33 min 21 s \| \| \| 2.º \| Stanisław Aniołkowski \| CCC Development \| + 0 s \| \| \| 3.º \| Gašper Katrašnik \| Adria Mobil \| + 0 s \| \| \| 4.º \| Jakub Otruba \| Elkov-Author \| + 0 s \| \| \| 5.º \| Filippo Fortin \| Cofidis, Solutions Crédits \| + 4 min 04 s \| \| \| 6.º \| Ádám Kristóf Karl \| Hungría \| + 4 min 04 s \| \| \| 7.º \| Michał Paluta \| CCC Development \| + 4 min 04 s \| \| \| 8.º \| Alois Kaňkovský \| Elkov-Author \| + 4 min 04 s \| \| \| 9.º \| Trond Trondsen \| Team Coop \| + 4 min 04 s \| \| \| 10.º \| August Jensen \| Israel Cycling Academy \| + 4 min 04 s \| \| |                       |                            |                 |
| |                       |                            |                 |
| Fuente: ProCyclingStats |                       |                            |                 |
| Clasificación de la etapa |                       |                            |                 |
| Ciclista | Ciclista              | Equipo                     | Tiempo          |
| 1.º | Krisztián Lovassy     | Hungría                    | 2 h 33 min 21 s |
| 2.º | Stanisław Aniołkowski | CCC Development            | + 0 s           |
| 3.º | Gašper Katrašnik      | Adria Mobil                | + 0 s           |
| 4.º | Jakub Otruba          | Elkov-Author               | + 0 s           |
| 5.º | Filippo Fortin        | Cofidis, Solutions Crédits | + 4 min 04 s    |
| 6.º | Ádám Kristóf Karl     | Hungría                    | + 4 min 04 s    |
| 7.º | Michał Paluta         | CCC Development            | + 4 min 04 s    |
| 8.º | Alois Kaňkovský       | Elkov-Author               | + 4 min 04 s    |
| 9.º | Trond Trondsen        | Team Coop                  | + 4 min 04 s    |
| 10.º | August Jensen         | Israel Cycling Academy     | + 4 min 04 s    |

| \| Clasificación general \| Clasificación general \| Clasificación general \| Clasificación general \| Clasificación general \| \| Ciclista \| Ciclista \| Equipo \| Tiempo \| \| \| --------------------- \| --------------------- \| --------------------------- \| --------------------- \| --------------------- \| \| 1.º \| Krists Neilands \| Israel Cycling Academy \| 12 h 30 min 39 s \| \| \| 2.º \| Manuel Belletti \| Androni Giocattoli-Sidermec \| + 1 min 07 s \| \| \| 3.º \| Louis Bendixen \| Team Coop \| + 1 min 10 s \| \| \| 4.º \| Jan Bárta \| Elkov-Author \| + 1 min 12 s \| \| \| 5.º \| Piotr Brożyna \| CCC Development \| + 1 min 14 s \| \| \| 6.º \| August Jensen \| Israel Cycling Academy \| + 1 min 14 s \| \| \| 7.º \| Michał Paluta \| CCC Development \| + 1 min 15 s \| \| \| 8.º \| Stefano Oldani \| Kometa \| + 1 min 16 s \| \| \| 9.º \| Márton Dina \| Kometa \| + 1 min 18 s \| \| \| 10.º \| Erik Fetter \| Pannon \| + 1 min 19 s \| \| |                 |                             |                  |
| |                 |                             |                  |
| Fuente: ProCyclingStats |                 |                             |                  |
| Clasificación general |                 |                             |                  |
| Ciclista | Ciclista        | Equipo                      | Tiempo           |
| 1.º | Krists Neilands | Israel Cycling Academy      | 12 h 30 min 39 s |
| 2.º | Manuel Belletti | Androni Giocattoli-Sidermec | + 1 min 07 s     |
| 3.º | Louis Bendixen  | Team Coop                   | + 1 min 10 s     |
| 4.º | Jan Bárta       | Elkov-Author                | + 1 min 12 s     |
| 5.º | Piotr Brożyna   | CCC Development             | + 1 min 14 s     |
| 6.º | August Jensen   | Israel Cycling Academy      | + 1 min 14 s     |
| 7.º | Michał Paluta   | CCC Development             | + 1 min 15 s     |
| 8.º | Stefano Oldani  | Kometa                      | + 1 min 16 s     |
| 9.º | Márton Dina     | Kometa                      | + 1 min 18 s     |
| 10.º | Erik Fetter     | Pannon                      | + 1 min 19 s     |

### 3.ª etapa B
| Tiszafüred - Hajdúszoboszló | etapa llana | (69 km) |

| \| Clasificación de la etapa \| Clasificación de la etapa \| Clasificación de la etapa \| Clasificación de la etapa \| Clasificación de la etapa \| \| Ciclista \| Ciclista \| Equipo \| Tiempo \| \| \| ------------------------- \| ------------------------- \| --------------------------- \| ------------------------- \| ------------------------- \| \| 1.º \| Alois Kaňkovský \| Elkov-Author \| 1 h 28 min 04 s \| \| \| 2.º \| Wouter Wippert \| EvoPro Racing \| + 0 s \| \| \| 3.º \| Manuel Belletti \| Androni Giocattoli-Sidermec \| + 0 s \| \| \| 4.º \| Trond Trondsen \| Team Coop \| + 0 s \| \| \| 5.º \| Filippo Fortin \| Cofidis, Solutions Crédits \| + 0 s \| \| \| 6.º \| Aaron Grosser \| Bike Aid \| + 0 s \| \| \| 7.º \| Louis Bendixen \| Team Coop \| + 0 s \| \| \| 8.º \| Hugo Hofstetter \| Cofidis, Solutions Crédits \| + 0 s \| \| \| 9.º \| August Jensen \| Israel Cycling Academy \| + 0 s \| \| \| 10.º \| Michele Gazzoli \| Kometa \| + 0 s \| \| |                 |                             |                 |
| |                 |                             |                 |
| Fuente: ProCyclingStats |                 |                             |                 |
| Clasificación de la etapa |                 |                             |                 |
| Ciclista | Ciclista        | Equipo                      | Tiempo          |
| 1.º | Alois Kaňkovský | Elkov-Author                | 1 h 28 min 04 s |
| 2.º | Wouter Wippert  | EvoPro Racing               | + 0 s           |
| 3.º | Manuel Belletti | Androni Giocattoli-Sidermec | + 0 s           |
| 4.º | Trond Trondsen  | Team Coop                   | + 0 s           |
| 5.º | Filippo Fortin  | Cofidis, Solutions Crédits  | + 0 s           |
| 6.º | Aaron Grosser   | Bike Aid                    | + 0 s           |
| 7.º | Louis Bendixen  | Team Coop                   | + 0 s           |
| 8.º | Hugo Hofstetter | Cofidis, Solutions Crédits  | + 0 s           |
| 9.º | August Jensen   | Israel Cycling Academy      | + 0 s           |
| 10.º | Michele Gazzoli | Kometa                      | + 0 s           |

| \| Clasificación general \| Clasificación general \| Clasificación general \| Clasificación general \| Clasificación general \| \| Ciclista \| Ciclista \| Equipo \| Tiempo \| \| \| --------------------- \| --------------------- \| --------------------------- \| --------------------- \| --------------------- \| \| 1.º \| Krists Neilands \| Israel Cycling Academy \| 13 h 58 min 43 s \| \| \| 2.º \| Manuel Belletti \| Androni Giocattoli-Sidermec \| + 1 min 05 s \| \| \| 3.º \| Louis Bendixen \| Team Coop \| + 1 min 10 s \| \| \| 4.º \| Jan Bárta \| Elkov-Author \| + 1 min 12 s \| \| \| 5.º \| Piotr Brożyna \| CCC Development \| + 1 min 14 s \| \| \| 6.º \| August Jensen \| Israel Cycling Academy \| + 1 min 14 s \| \| \| 7.º \| Michał Paluta \| CCC Development \| + 1 min 15 s \| \| \| 8.º \| Stefano Oldani \| Kometa \| + 1 min 16 s \| \| \| 9.º \| Erik Fetter \| Pannon \| + 1 min 18 s \| \| \| 10.º \| Márton Dina \| Kometa \| + 1 min 18 s \| \| |                 |                             |                  |
| |                 |                             |                  |
| Fuente: ProCyclingStats |                 |                             |                  |
| Clasificación general |                 |                             |                  |
| Ciclista | Ciclista        | Equipo                      | Tiempo           |
| 1.º | Krists Neilands | Israel Cycling Academy      | 13 h 58 min 43 s |
| 2.º | Manuel Belletti | Androni Giocattoli-Sidermec | + 1 min 05 s     |
| 3.º | Louis Bendixen  | Team Coop                   | + 1 min 10 s     |
| 4.º | Jan Bárta       | Elkov-Author                | + 1 min 12 s     |
| 5.º | Piotr Brożyna   | CCC Development             | + 1 min 14 s     |
| 6.º | August Jensen   | Israel Cycling Academy      | + 1 min 14 s     |
| 7.º | Michał Paluta   | CCC Development             | + 1 min 15 s     |
| 8.º | Stefano Oldani  | Kometa                      | + 1 min 16 s     |
| 9.º | Erik Fetter     | Pannon                      | + 1 min 18 s     |
| 10.º | Márton Dina     | Kometa                      | + 1 min 18 s     |

### 4.ª etapa
| Karcag - Gyöngyös | etapa de media montaña | (138 km) |

| \| Clasificación de la etapa \| Clasificación de la etapa \| Clasificación de la etapa \| Clasificación de la etapa \| Clasificación de la etapa \| \| Ciclista \| Ciclista \| Equipo \| Tiempo \| \| \| ------------------------- \| ------------------------- \| ----------------------------- \| ------------------------- \| ------------------------- \| \| 1.º \| Krists Neilands \| Israel Cycling Academy \| 3 h 20 min 40 s \| \| \| 2.º \| Márton Dina \| Kometa \| + 0 s \| \| \| 3.º \| Attila Valter \| CCC Development \| + 0 s \| \| \| 4.º \| Edoardo Zardini \| Neri Sottoli-Selle Italia-KTM \| + 13 s \| \| \| 5.º \| Juan Pedro López \| Kometa \| + 24 s \| \| \| 6.º \| Giovanni Visconti \| Neri Sottoli-Selle Italia-KTM \| + 27 s \| \| \| 7.º \| Daniel Muñoz \| Androni Giocattoli-Sidermec \| + 38 s \| \| \| 8.º \| Stefano Oldani \| Kometa \| + 42 s \| \| \| 9.º \| Mathias Le Turnier \| Cofidis, Solutions Crédits \| + 45 s \| \| \| 10.º \| Karel Hník \| Elkov-Author \| + 53 s \| \| |                    |                               |                 |
| |                    |                               |                 |
| Fuente: ProCyclingStats |                    |                               |                 |
| Clasificación de la etapa |                    |                               |                 |
| Ciclista | Ciclista           | Equipo                        | Tiempo          |
| 1.º | Krists Neilands    | Israel Cycling Academy        | 3 h 20 min 40 s |
| 2.º | Márton Dina        | Kometa                        | + 0 s           |
| 3.º | Attila Valter      | CCC Development               | + 0 s           |
| 4.º | Edoardo Zardini    | Neri Sottoli-Selle Italia-KTM | + 13 s          |
| 5.º | Juan Pedro López   | Kometa                        | + 24 s          |
| 6.º | Giovanni Visconti  | Neri Sottoli-Selle Italia-KTM | + 27 s          |
| 7.º | Daniel Muñoz       | Androni Giocattoli-Sidermec   | + 38 s          |
| 8.º | Stefano Oldani     | Kometa                        | + 42 s          |
| 9.º | Mathias Le Turnier | Cofidis, Solutions Crédits    | + 45 s          |
| 10.º | Karel Hník         | Elkov-Author                  | + 53 s          |

| \| Clasificación general \| Clasificación general \| Clasificación general \| Clasificación general \| Clasificación general \| \| Ciclista \| Ciclista \| Equipo \| Tiempo \| \| \| --------------------- \| --------------------- \| ----------------------------- \| --------------------- \| --------------------- \| \| 1.º \| Krists Neilands \| Israel Cycling Academy \| 17 h 19 min 13 s \| \| \| 2.º \| Márton Dina \| Kometa \| + 1 min 12 s \| \| \| 3.º \| Attila Valter \| CCC Development \| + 1 min 16 s \| \| \| 4.º \| Edoardo Zardini \| Neri Sottoli-Selle Italia-KTM \| + 1 min 45 s \| \| \| 5.º \| Juan Pedro López \| Kometa \| + 1 min 53 s \| \| \| 6.º \| Giovanni Visconti \| Neri Sottoli-Selle Italia-KTM \| + 1 min 58 s \| \| \| 7.º \| Stefano Oldani \| Kometa \| + 2 min 08 s \| \| \| 8.º \| Daniel Muñoz \| Androni Giocattoli-Sidermec \| + 2 min 16 s \| \| \| 9.º \| Karel Hník \| Elkov-Author \| + 2 min 24 s \| \| \| 10.º \| Mathias Le Turnier \| Cofidis, Solutions Crédits \| + 2 min 24 s \| \| |                    |                               |                  |
| |                    |                               |                  |
| Fuente: ProCyclingStats |                    |                               |                  |
| Clasificación general |                    |                               |                  |
| Ciclista | Ciclista           | Equipo                        | Tiempo           |
| 1.º | Krists Neilands    | Israel Cycling Academy        | 17 h 19 min 13 s |
| 2.º | Márton Dina        | Kometa                        | + 1 min 12 s     |
| 3.º | Attila Valter      | CCC Development               | + 1 min 16 s     |
| 4.º | Edoardo Zardini    | Neri Sottoli-Selle Italia-KTM | + 1 min 45 s     |
| 5.º | Juan Pedro López   | Kometa                        | + 1 min 53 s     |
| 6.º | Giovanni Visconti  | Neri Sottoli-Selle Italia-KTM | + 1 min 58 s     |
| 7.º | Stefano Oldani     | Kometa                        | + 2 min 08 s     |
| 8.º | Daniel Muñoz       | Androni Giocattoli-Sidermec   | + 2 min 16 s     |
| 9.º | Karel Hník         | Elkov-Author                  | + 2 min 24 s     |
| 10.º | Mathias Le Turnier | Cofidis, Solutions Crédits    | + 2 min 24 s     |

### 5.ª etapa
| Kecskemét - Székesfehérvár | etapa llana | (169 km) |

| \| Clasificación de la etapa \| Clasificación de la etapa \| Clasificación de la etapa \| Clasificación de la etapa \| Clasificación de la etapa \| \| Ciclista \| Ciclista \| Equipo \| Tiempo \| \| \| ------------------------- \| ------------------------- \| --------------------------- \| ------------------------- \| ------------------------- \| \| 1.º \| Wouter Wippert \| EvoPro Racing \| 3 h 53 min 47 s \| \| \| 2.º \| Hugo Hofstetter \| Cofidis, Solutions Crédits \| + 0 s \| \| \| 3.º \| Mihkel Räim \| Israel Cycling Academy \| + 0 s \| \| \| 4.º \| Manuel Belletti \| Androni Giocattoli-Sidermec \| + 0 s \| \| \| 5.º \| Trond Trondsen \| Team Coop \| + 0 s \| \| \| 6.º \| Aaron Grosser \| Bike Aid \| + 0 s \| \| \| 7.º \| Michele Gazzoli \| Kometa \| + 0 s \| \| \| 8.º \| Stanisław Aniołkowski \| CCC Development \| + 0 s \| \| \| 9.º \| František Sisr \| Elkov-Author \| + 0 s \| \| \| 10.º \| Wilmar Molina \| Team Novak \| + 0 s \| \| |                       |                             |                 |
| |                       |                             |                 |
| Fuente: ProCyclingStats |                       |                             |                 |
| Clasificación de la etapa |                       |                             |                 |
| Ciclista | Ciclista              | Equipo                      | Tiempo          |
| 1.º | Wouter Wippert        | EvoPro Racing               | 3 h 53 min 47 s |
| 2.º | Hugo Hofstetter       | Cofidis, Solutions Crédits  | + 0 s           |
| 3.º | Mihkel Räim           | Israel Cycling Academy      | + 0 s           |
| 4.º | Manuel Belletti       | Androni Giocattoli-Sidermec | + 0 s           |
| 5.º | Trond Trondsen        | Team Coop                   | + 0 s           |
| 6.º | Aaron Grosser         | Bike Aid                    | + 0 s           |
| 7.º | Michele Gazzoli       | Kometa                      | + 0 s           |
| 8.º | Stanisław Aniołkowski | CCC Development             | + 0 s           |
| 9.º | František Sisr        | Elkov-Author                | + 0 s           |
| 10.º | Wilmar Molina         | Team Novak                  | + 0 s           |

## Clasificaciones finales
Las clasificaciones finalizaron de la siguiente forma:

### Clasificación general
| \| Clasificación general \| Clasificación general \| Clasificación general \| Clasificación general \| Clasificación general \| \| Ciclista \| Ciclista \| Equipo \| Tiempo \| \| \| --------------------- \| --------------------- \| ----------------------------- \| --------------------- \| --------------------- \| \| 1.º \| Krists Neilands \| Israel Cycling Academy \| 21 h 13 min 00 s \| \| \| 2.º \| Márton Dina \| Kometa \| + 1 min 22 s \| \| \| 3.º \| Attila Valter \| CCC Development \| + 1 min 26 s \| \| \| 4.º \| Edoardo Zardini \| Neri Sottoli-Selle Italia-KTM \| + 1 min 45 s \| \| \| 5.º \| Giovanni Visconti \| Neri Sottoli-Selle Italia-KTM \| + 1 min 58 s \| \| \| 6.º \| Juan Pedro López \| Kometa \| + 2 min 04 s \| \| \| 7.º \| Stefano Oldani \| Kometa \| + 2 min 08 s \| \| \| 8.º \| Daniel Muñoz \| Androni Giocattoli-Sidermec \| + 2 min 16 s \| \| \| 9.º \| Karel Hník \| Elkov-Author \| + 2 min 24 s \| \| \| 10.º \| Mathias Le Turnier \| Cofidis, Solutions Crédits \| + 2 min 24 s \| \| |                    |                               |                  |
| |                    |                               |                  |
| Fuente: ProCyclingStats |                    |                               |                  |
| Clasificación general |                    |                               |                  |
| Ciclista | Ciclista           | Equipo                        | Tiempo           |
| 1.º | Krists Neilands    | Israel Cycling Academy        | 21 h 13 min 00 s |
| 2.º | Márton Dina        | Kometa                        | + 1 min 22 s     |
| 3.º | Attila Valter      | CCC Development               | + 1 min 26 s     |
| 4.º | Edoardo Zardini    | Neri Sottoli-Selle Italia-KTM | + 1 min 45 s     |
| 5.º | Giovanni Visconti  | Neri Sottoli-Selle Italia-KTM | + 1 min 58 s     |
| 6.º | Juan Pedro López   | Kometa                        | + 2 min 04 s     |
| 7.º | Stefano Oldani     | Kometa                        | + 2 min 08 s     |
| 8.º | Daniel Muñoz       | Androni Giocattoli-Sidermec   | + 2 min 16 s     |
| 9.º | Karel Hník         | Elkov-Author                  | + 2 min 24 s     |
| 10.º | Mathias Le Turnier | Cofidis, Solutions Crédits    | + 2 min 24 s     |

### Clasificación por puntos
| Clasificación por puntos | Clasificación por puntos | Clasificación por puntos    | Clasificación por puntos | Clasificación por puntos |
| Ciclista                 | Ciclista                 | Equipo                      | Puntos                   |                          |
| ------------------------ | ------------------------ | --------------------------- | ------------------------ | ------------------------ |
| 1.º                      | Manuel Belletti          | Androni Giocattoli-Sidermec | 80 pts                   |                          |
| 2.º                      | Krists Neilands          | Israel Cycling Academy      | 69 pts                   |                          |
| 3.º                      | Louis Bendixen           | Team Coop                   | 66 pts                   |                          |
| 4.º                      | Hugo Hofstetter          | Cofidis, Solutions Crédits  | 66 pts                   |                          |
| 5.º                      | Wouter Wippert           | EvoPro Racing               | 56 pts                   |                          |
| 6.º                      | Trond Trondsen           | Team Coop                   | 54 pts                   |                          |
| 7.º                      | Attila Valter            | CCC Development             | 52 pts                   |                          |
| 8.º                      | Aaron Grosser            | Bike Aid                    | 52 pts                   |                          |
| 9.º                      | Stefano Oldani           | Kometa                      | 46 pts                   |                          |
| 10.º                     | Márton Dina              | Kometa                      | 44 pts                   |                          |

### Clasificación de la montaña
| Clasificación de la montaña | Clasificación de la montaña | Clasificación de la montaña   | Clasificación de la montaña | Clasificación de la montaña |
| Ciclista                    | Ciclista                    | Equipo                        | Puntos                      |                             |
| --------------------------- | --------------------------- | ----------------------------- | --------------------------- | --------------------------- |
| 1.º                         | Krists Neilands             | Israel Cycling Academy        | 32 pts                      |                             |
| 2.º                         | Márton Dina                 | Kometa                        | 18 pts                      |                             |
| 3.º                         | Juan Pedro López            | Kometa                        | 16 pts                      |                             |
| 4.º                         | Jon Božič                   | Adria Mobil                   | 15 pts                      |                             |
| 5.º                         | Luis Ángel Maté             | Cofidis, Solutions Crédits    | 15 pts                      |                             |
| 6.º                         | Attila Valter               | CCC Development               | 9 pts                       |                             |
| 7.º                         | Balázs Rózsa                | Differdange-GeBa              | 7 pts                       |                             |
| 8.º                         | Jan Bárta                   | Elkov-Author                  | 6 pts                       |                             |
| 9.º                         | Edoardo Zardini             | Neri Sottoli-Selle Italia-KTM | 6 pts                       |                             |
| 10.º                        | Matej Zahálka               | Elkov-Author                  | 6 pts                       |                             |

### Clasificación por equipos
| Clasificación por equipos | Clasificación por equipos     | Clasificación por equipos | Clasificación por equipos |
| Equipo                    | Equipo                        | Tiempo                    |                           |
| ------------------------- | ----------------------------- | ------------------------- | ------------------------- |
| 1.º                       | CCC Development Team          | 63 h 42 min 16 s          |                           |
| 2.º                       | Elkov-Author                  | + 1 min 21 s              |                           |
| 3.º                       | Kometa                        | + 2 min 08 s              |                           |
| 4.º                       | Neri Sottoli-Selle Italia-KTM | + 3 min 16 s              |                           |
| 5.º                       | Androni Giocattoli-Sidermec   | + 8 min 41 s              |                           |
| 6.º                       | Coop                          | + 14 min 16 s             |                           |
| 7.º                       | Pannon                        | + 18 min 15 s             |                           |
| 8.º                       | Team BridgeLane               | + 18 min 34 s             |                           |
| 9.º                       | Israel Cycling Academy        | + 21 min 50 s             |                           |
| 10.º                      | Cofidis, Solutions Crédits    | + 27 min 25 s             |                           |

## Evolución de las clasificaciones
| Etapa                   | Vencedor                | Clasificación general | Clasificación por puntos | Clasificación de la montaña | Clasificación del mejor húngaro | Clasificación por equipos |
| ----------------------- | ----------------------- | --------------------- | ------------------------ | --------------------------- | ------------------------------- | ------------------------- |
| Prólogo                 | Jan Bárta               | Jan Bárta             | no se entregó            | no se entregó               | Márton Dina                     | Israel Cycling Academy    |
| 1.ª                     | Manuel Belletti         | Manuel Belletti       | Manuel Belletti          | Luis Ángel Maté             | Márton Dina                     | Israel Cycling Academy    |
| 2.ª                     | Krists Neilands         | Krists Neilands       | Louis Bendixen           | Krists Neilands             | Márton Dina                     | Kometa                    |
| 3.ª A                   | Krisztián Lovassy       | Krists Neilands       | Louis Bendixen           | Krists Neilands             | Márton Dina                     | CCC Development           |
| 3.ª B                   | Alois Kaňkovský         | Krists Neilands       | Louis Bendixen           | Krists Neilands             | Erik Fetter                     | CCC Development           |
| 4.ª                     | Krists Neilands         | Krists Neilands       | Krists Neilands          | Krists Neilands             | Márton Dina                     | CCC Development           |
| 5.ª                     | Wouter Wippert          | Krists Neilands       | Manuel Belletti          | Krists Neilands             | Márton Dina                     | CCC Development           |
| Clasificaciones finales | Clasificaciones finales | Krists Neilands       | Manuel Belletti          | Krists Neilands             | Márton Dina                     | CCC Development           |

## UCI World Ranking
El Tour de Hungría otorgó puntos para el UCI World Ranking para corredores de los equipos en las categorías UCI WorldTeam, Profesional Continental y Equipos Continentales. Las siguientes tablas muestran el baremo de puntuación y los 10 corredores que obtuvieron más puntos:
| Posición              | 1.º | 2.º | 3.º | 4.º | 5.º | 6.º | 7.º | 8.º | 9.º | 10.º | 11.º | 12.º | 13.º-15.º | 16.º-25.º |
| Clasificación general | 125 | 85  | 70  | 60  | 50  | 40  | 35  | 30  | 25  | 20   | 15   | 10   | 5         | 3         |
| Por etapa             | 14  | 5   | 3   |     |     |     |     |     |     |      |      |      |           |           |
| Líder                 | 3   |     |     |     |     |     |     |     |     |      |      |      |           |           |

| Clasificación |                   |                               |         |       |       |       |
| Posición      | Ciclista          | Equipo                        | General | Etapa | Líder | Total |
| ------------- | ----------------- | ----------------------------- | ------- | ----- | ----- | ----- |
| 1.º           | Krists Neilands   | Israel Cycling Academy        | 125     | 33    | 12    | 170   |
| 2.º           | Márton Dina       | Kometa                        | 85      | 5     | -     | 90    |
| 3.º           | Attila Valter     | CCC Development               | 70      | 3     | -     | 73    |
| 4.º           | Edoardo Zardini   | Neri Sottoli-Selle Italia-KTM | 60      | -     | -     | 60    |
| 5.º           | Giovanni Visconti | Neri Sottoli-Selle Italia-KTM | 50      | -     | -     | 50    |
| 6.º           | Juan Pedro López  | Kometa                        | 40      | -     | -     | 40    |
| 7.º           | Stefano Oldani    | Kometa                        | 35      | -     | -     | 35    |
| 8.º           | Jan Bárta         | Elkov-Author                  | 15      | 14    | 3     | 32    |
| 9.º           | Daniel Muñoz      | Androni Giocattoli-Sidermec   | 30      | -     | -     | 30    |
| 10.º          | Karel Hník        | Elkov-Author                  | 25      | -     | -     | 25    |